# Elizabeth Baldwin Garland
Elizabeth Baldwin Garland (5 de mayo de 1930 - 31 de marzo de 2020) fue una arqueóloga estadounidense conocida por su experiencia en la prehistoria de los Grandes Lagos y la arqueología de Michigan .Fue autora de varias publicaciones académicas. 

## Biografía
Garland obtuvo una licenciatura en geología de Wellesley College, una maestría en antropología de Radcliffe College y un doctorado en antropología de Harvard en 1967. En 1964, a Garland le ofrecieron un puesto de profesor en el departamento de antropología de la Western Michigan University (WMU).  Fue la primera arqueóloga de la facultad de WMU. En 1966, Garland ayudó a crear el programa de arqueología de WMU en el departamento de antropología, así como una escuela de campo conjunta con la Universidad Estatal de Michigan . Garland dirigió numerosas excavaciones en Michigan, incluidos varios estudios de la cuenca del río Kalamazoo.  Fundó un capítulo de la Sociedad Arqueológica de Michigan y fue nombrada presidenta de la Conferencia sobre Arqueología de Michigan en 1976. Se desempeñó como presidenta de la Conferencia de Arqueología hasta 1980.  
"Entre los logros por los que se destaca Garland está su trabajo con los estudiantes. Garland se convirtió en una poderosa mentora para muchos estudiantes, particularmente mujeres, que continuaron sus carreras en arqueología". Garland se retiró de la docencia en 1992. En 2002, Garland fue nombrado académico emérito destacado por la Western Michigan University . Garland murió el 31 de marzo de 2020, a la edad de 89 años.  

## Seleccionar publicaciones
- Garland; Brashler, Kathryn, eds. (1996). Investigating the Archaeological Record of the Great Lakes State: Essays in Honor of Elizabeth Baldwin Garland. New Issues Poetry and Prose. p. 500. ISBN 978-0897222419.
- Elizabeth B., ed. (1990). Late Archaic And Early Woodland Adaption In The Lower St. Joseph River Valley, Berrien County, Michigan. Michigan Department of Transportation. p. 507.